# Oppenweiler
Oppenweiler (1938 bis 1942 Reichenberg) ist eine baden-württembergische Gemeinde im Rems-Murr-Kreis, rund 25 Kilometer nordöstlich der Landeshauptstadt Stuttgart an der Murr gelegen. Sie gehört zur Region Stuttgart (bis 1992 Region Mittlerer Neckar) und zur europäischen Metropolregion Stuttgart.

## Geographie

### Geographische Lage
Oppenweiler hat Anteil an den Naturräumen Schwäbisch-Fränkische Waldberge und Neckarbecken. Der Hauptort liegt im Murrtal. Oppenweiler ist Mitgliedsgemeinde im Naturpark Schwäbisch-Fränkischer Wald sowie im Wasserverband Murrtal, dessen Aufgabe der Hochwasserschutz ist.

### Gemeindegliederung

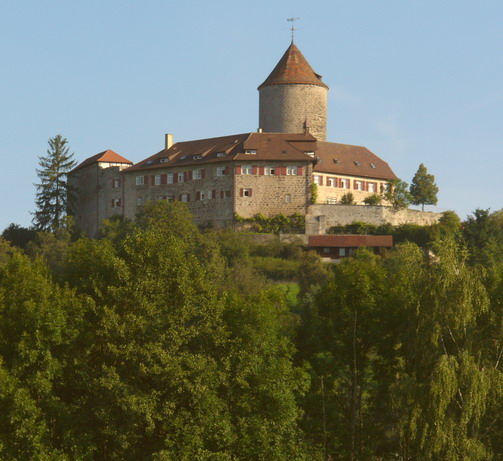
Burg Reichenberg

Zur Gemeinde Oppenweiler gehören neben den nahegelegenen Ortsteilen  Reichenberg, Ellenweiler, Rüflensmühle, Reichenbach, Aichelbach, Zell, Rohrbach, Schiffrain, Wilhelmsheim, Unterstaigacker auch das abgelegene Bernhalden im Lautertal. Der ehemalige Ortsteil Dauernberg, noch weiter entfernt als Bernhalden auf dem Höhenzug jenseits des Lautertals gelegen, wurde Ende 1976 im Zuge der Gemeindereform vom Ministerium entgegen einer Abstimmung kurzfristig nach Spiegelberg umgegliedert; diese sei „aus Gründen des öffentlichen Wohls erforderlich gewesen, da die sozio-ökonomischen Verflechtungen und die topografische Lage des Ortsteils dies erfordern“.
Der größte Ortsteil ist Aichelbach, wo sich auch Oppenweilers derzeit größtes Neubaugebiet – das Neufeld östlich der Bahnlinie – befindet.
Der Ortsteil Schiffrain mit der dort gelegenen Fachklinik Wilhelmsheim für Suchtkranke bietet dank seiner etwa 400 m hohen Lage einen schönen Ausblick auf Ort und Burg Reichenberg sowie auf die Backnanger Bucht, Winnenden, Waiblingen und Stuttgart.

#### Wüstungen
In der Nähe von Oppenweiler befand sich der 1245 erwähnte Ort Giselmar, von dem sich ansonsten keine Nachrichten erhalten haben.
Im 19. Jahrhundert gab es noch die Einzelsiedlung Charlottenhof nordwestlich auf der so genannten Charlottenhöhe über dem namengebenden Ort, der aber seit Mitte des 19. Jahrhunderts wüst liegt. Die Flurnamen Bad und Badwiesen weisen auf ein abgegangenes Bad hin, von dem sich keine Reste erhalten haben.

### Flächenaufteilung
Nach Daten des Statistischen Landesamtes, Stand 2014.

## Geschichte

### Frühe Geschichte

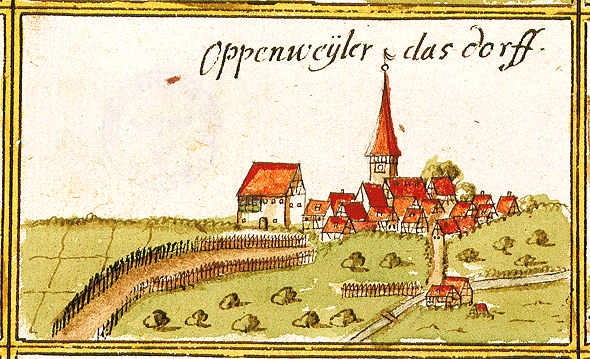
Oppenweiler von Andreas Kieser (Ende des 17. Jahrhunderts)

Aufgrund der Ortsnamen und der geschichtlichen Zusammenhänge nimmt man an, dass Oppenweiler und die umliegenden Orte in karolingischer Zeit entstanden sind. Die erste Erwähnung Oppenweilers datiert auf das Jahr 1114. Im 12. Jahrhundert erwarben die Markgrafen von Baden Oppenweiler aus speyrischem oder kaiserlichem Besitz. Die 1230 erbaute, die Gemeinde überragende Burg Reichenberg bestimmte als Sitz von Verwaltung und Gerichtsbarkeit jahrhundertelang auch die Geschichte Oppenweilers. Die Ortsherrschaft lag bei den 1293 erstmals in Oppenweiler nachgewiesenen Herren Sturmfeder von Oppenweiler, die zunächst in badischen, ab dem 14. Jahrhundert in württembergischen Diensten standen, nachdem Württemberg sukzessive badischen Besitz um Oppenweiler erworben hatte. Als württembergisches Lehen der zur freien Reichsritterschaft zählenden Herren Sturmfeder zählte Oppenweiler nicht direkt zum württembergischen Staat, sondern zum Ritterkanton Kocher, dem die Sturmfeder angehörten. Die mittelalterliche Burg Oppenweiler wurde 1782 abgetragen, die überlieferte Burg Oppenweiler II ist nicht auffindbar.

### Verwaltungsgeschichte
Mit der Mediatisierung der Reichsritterschaft aufgrund des Reichsdeputationshauptschlusses fiel Oppenweiler an das Königreich Württemberg, wo es ab 1806 zum Oberamt Backnang gehörte. Von 1938 bis 1972 war Oppenweiler dem Landkreis Backnang zugeordnet. Nach 1945 waren die Gemeinde beim Land Württemberg-Baden in der Amerikanischen Besatzungszone und seit 1952 beim neuen Bundesland Baden-Württemberg. Seit der Kreisreform 1973 gehört die Gemeinde zum Rems-Murr-Kreis.

### Eingemeindungen

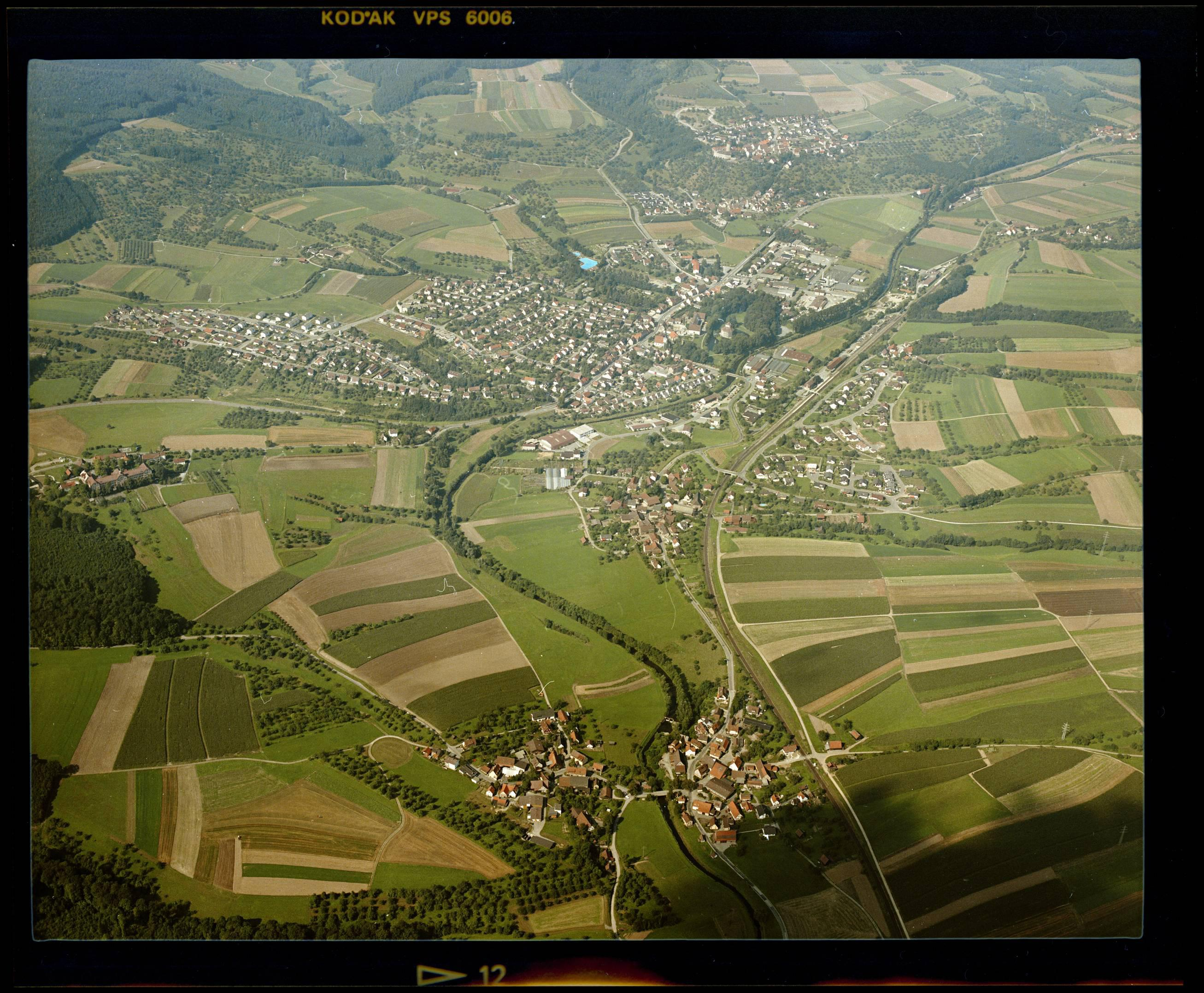
Luftbild von 1985

Im Jahre 1938 wurde die Gemeinde Oppenweiler der größeren und älteren Gemeinde Reichenberg angegliedert. Die Verwechslungsgefahr mit anderen Orten namens Reichenberg im damaligen Deutschen Reich bzw. Reichsbahn-Streckennetz stieg im Herbst 1938, als nach dem Münchner Abkommen das Sudetenland annektiert wurde, zu dessen Hauptstadt 1939 die Stadt Reichenberg (tschech.: Liberec) bestimmt wurde. Der Bahnhof wurde daher Reichenberg (Württ) genannt. Zur Vereinfachung wurde auf Weisung des württembergischen NS-Reichsstatthalters Wilhelm Murr vom 29. Juni 1942 der Name der württembergischen Gemeinde Reichenberg in Oppenweiler geändert. Der Bahnhof heißt seither Oppenweiler (Württ).
Obwohl im Vorfeld der Kommunalreform 1971 der gemeinsame Fußballverein „SG Oppenweiler-Strümpfelbach“ gegründet worden war, und im selben Jahr Oppenweiler die Königsberger Straße als zukünftige Verbindungsstraße zweier Ortsteile großzügig breit plante und baute, schloss sich in der Reform das benachbarte Strümpfelbach an die Stadt Backnang an. Oppenweiler verlor sogar noch einen Ortsteil, denn Ende 1976 wurde Dauernberg durch das Ministerium zum näher gelegenen Spiegelberg umgegliedert, während Bernhalden bei Oppenweiler blieb.

### Einwohnerentwicklung
Es handelt sich um Einwohnerzahlen nach dem jeweiligen Gebietsstand. Die Zahlen sind Volkszählungsergebnisse (¹), amtliche Fortschreibungen des Statistischen Landesamtes Baden-Württemberg (nur Hauptwohnsitze) oder Angabe der Gemeinde.
| Jahr                 | Einwohner |
| -------------------- | --------- |
| 1. Dezember 1871 ¹   | 1710      |
| 1. Dezember 1880 ¹   | 1750      |
| 1. Dezember 1890 ¹   | 1674      |
| 1. Dezember 1900 ¹   | 1687      |
| 1. Dezember 1910 ¹   | 1834      |
| 16. Juni 1925 ¹      | 1604      |
| 16. Juni 1933 ¹      | 1643      |
| 17. Mai 1939 ¹       | 1832      |
| 13. September 1950 ¹ | 2486      |
| 6. Juni 1961 ¹       | 3056      |

| Jahr              | Einwohner |
| ----------------- | --------- |
| 27. Mai 1970 ¹    | 3487      |
| 31. Dezember 1980 | 3518      |
| 25. Mai 1987 ¹    | 3720      |
| 31. Dezember 1990 | 3832      |
| 31. Dezember 1995 | 4021      |
| 31. Dezember 2000 | 4196      |
| 31. Dezember 2005 | 4310      |
| 31. Dezember 2010 | 4103      |
| 31. Dezember 2015 | 4161      |
| 31. Dezember 2023 | 4273      |

## Religionen
Die Jakobus-Kirche in Oppenweiler wurde erstmals 1468 erwähnt, sie gehörte der Sturmfederschen Familie. In der zweiten Hälfte des 16. Jahrhunderts wurde der Ort im Zuge der Reformation in Württemberg evangelisch-lutherisch, während die Herren Sturmfeder dem päpstlichen Glauben treu blieben. So gab es bis in das 19. Jahrhundert hinein religiöse Auseinandersetzungen. Bis 1806 fanden katholische Gottesdienste nur im privaten Rahmen in der Sturmfeder’schen Schlosskapelle statt. Die Katholiken bildeten eine Minderheit. Den 1867 über 1500 Protestanten in den Gemeinden Reichenberg und Oppenweiler standen nur gut 100 Katholiken gegenüber. Dies änderte sich durch Ankunft von Vertriebenen nach dem Zweiten Weltkrieg, die aus dem einstigen Österreich-Ungarn stammen.
Heute bestehen in Oppenweiler je ein Pfarramt der evangelischen, der römisch-katholischen, der neuapostolischen und der evangelisch-methodistischen Kirche.

## Politik

### Schultheißen und Bürgermeister
- 1877: Molt[15]
- 1948 bis 1978: Karl Julius Zehender
- 1978 bis Februar 2010: Bernd Brischke
- März 2010 bis Juni 2014: Steffen Jäger
- 1. Juli 2014 bis 31. Oktober 2017: Sascha Reber
- 1. November 2017 bis 28. Februar 2018: Wilfried Klenk (kommissarisch)
- seit 1. März 2018: Bernhard Bühler

Nach 32 Amtsjahren verzichtete der erst 60-jährige Bernd Brischke 2009 auf eine fünfte Amtszeit. Ohne Gegenkandidaten wurde am 6. Dezember 2009 der bislang in einem Landesministerium tätige Steffen Jäger mit rund 98 Prozent der Stimmen bei einer Wahlbeteiligung von rund 48 % zum Bürgermeister gewählt. Nachdem Jäger ankündigte, Mitte 2014 als Beigeordneter zum Gemeindetag Baden-Württemberg in Stuttgart zu wechseln, wurde am 30. März 2014 Sascha Reber mit 86 % der Stimmen bei 58 % Wahlbeteiligung und fünf Gegenkandidaten gewählt. Krankheitsbedingt konnte Reber die Amtsgeschäfte längere Zeiten nicht führen. Vom 3. Februar 2017 bis zum 28. Februar 2018 übernahm Wilfried Klenk, damals Vizepräsident des Landtags von Baden-Württemberg, die Leitung der Gemeinde; zunächst in seiner Rolle als Stellvertreter von Sascha Reber. Nach dessen Wechsel in die Kreisverwaltung ab 1. November 2017 bis 28. Februar 2018 war Klenk kommissarischer Bürgermeister. Bei der Bürgermeisterwahl am 14. Januar 2018 wurde Bernhard Bühler mit 86 % der Stimmen bei einer Wahlbeteiligung von 54 % und bei zwei Gegenkandidaten gewählt.

### Gemeinderat
Der Gemeinderat in Oppenweiler hat 15 Mitglieder, mit Bürgermeister als stimmberechtigten Vorsitzendem sowie 14 gewählten ehrenamtlichen Gemeinderäten. Die Kommunalwahl am 9. Juni 2024 führte zu folgendem Endergebnis:
| Parteien und Wählergemeinschaften | Parteien und Wählergemeinschaften   | % 2024 | Sitze 2024 | % 2019 | Sitze 2019 | Kommunalwahl 2024 %6050403020100 55,7 %44,3 % FGLFWVGewinne/Verlusteim Vergleich zu 2019 %p 4 2 0 −2 −4−2,2 %p+2,2 %pFGLFWV |
| FGL                               | Freie Gemeindeliste Oppenweiler     | 55,7   | 8          | 57,9   | 8          | Kommunalwahl 2024 %6050403020100 55,7 %44,3 % FGLFWVGewinne/Verlusteim Vergleich zu 2019 %p 4 2 0 −2 −4−2,2 %p+2,2 %pFGLFWV |
| FWV                               | Freie WählerVereinigung Oppenweiler | 44,3   | 6          | 42,1   | 6          | Kommunalwahl 2024 %6050403020100 55,7 %44,3 % FGLFWVGewinne/Verlusteim Vergleich zu 2019 %p 4 2 0 −2 −4−2,2 %p+2,2 %pFGLFWV |
| gesamt                            | gesamt                              | 100,0  | 14         | 100,0  | 14         | Kommunalwahl 2024 %6050403020100 55,7 %44,3 % FGLFWVGewinne/Verlusteim Vergleich zu 2019 %p 4 2 0 −2 −4−2,2 %p+2,2 %pFGLFWV |
| Wahlbeteiligung                   | Wahlbeteiligung                     | 67,8 % | 67,8 %     | 65,5 % | 65,5 %     | Kommunalwahl 2024 %6050403020100 55,7 %44,3 % FGLFWVGewinne/Verlusteim Vergleich zu 2019 %p 4 2 0 −2 −4−2,2 %p+2,2 %pFGLFWV |

### Wappen
Das Wappen von Oppenweiler entspricht, aufgrund der geschichtlichen Verbundenheit, dem von Baden, d. h. gelbes Schild mit rotem Schrägrechtsbalken, aber zusätzlich mit drei Streitäxten, das Zeichen derer von Sturmfeder.

### Städtepartnerschaften
- Dornburg/Saale. Diese Gemeinde stiftete 1997 ein Paar Pfauen, die wie in den Dornburger Schlössern freilaufend im Schlosspark gehalten werden sollten. Da Pfauen mehrmals auf Bundesstraße und Hausdächer gelangten, und auch mit lauten, durchdringenden Schreien für Ungemach sorgen, wurden sie in einer kleinen Voliere im Schlosspark untergebracht. Nach dem natürlichen Tod des ursprünglichen Paares wurden ab Sommer 2009 mehrmals Nachfolger eingebracht. 2019 kamen vom Karlsruher Zoo zwei Hennen nach Oppenweiler, die nach kurzer Zeit für Nachwuchs gesorgt haben. Da Pfauen durch Waschbären und Küken durch Ratten getötet wurden, wurde im Sommer 2024 die Haltung eingestellt und die Voliere abgebaut.

## Kultur und Sehenswürdigkeiten

### Bauwerke

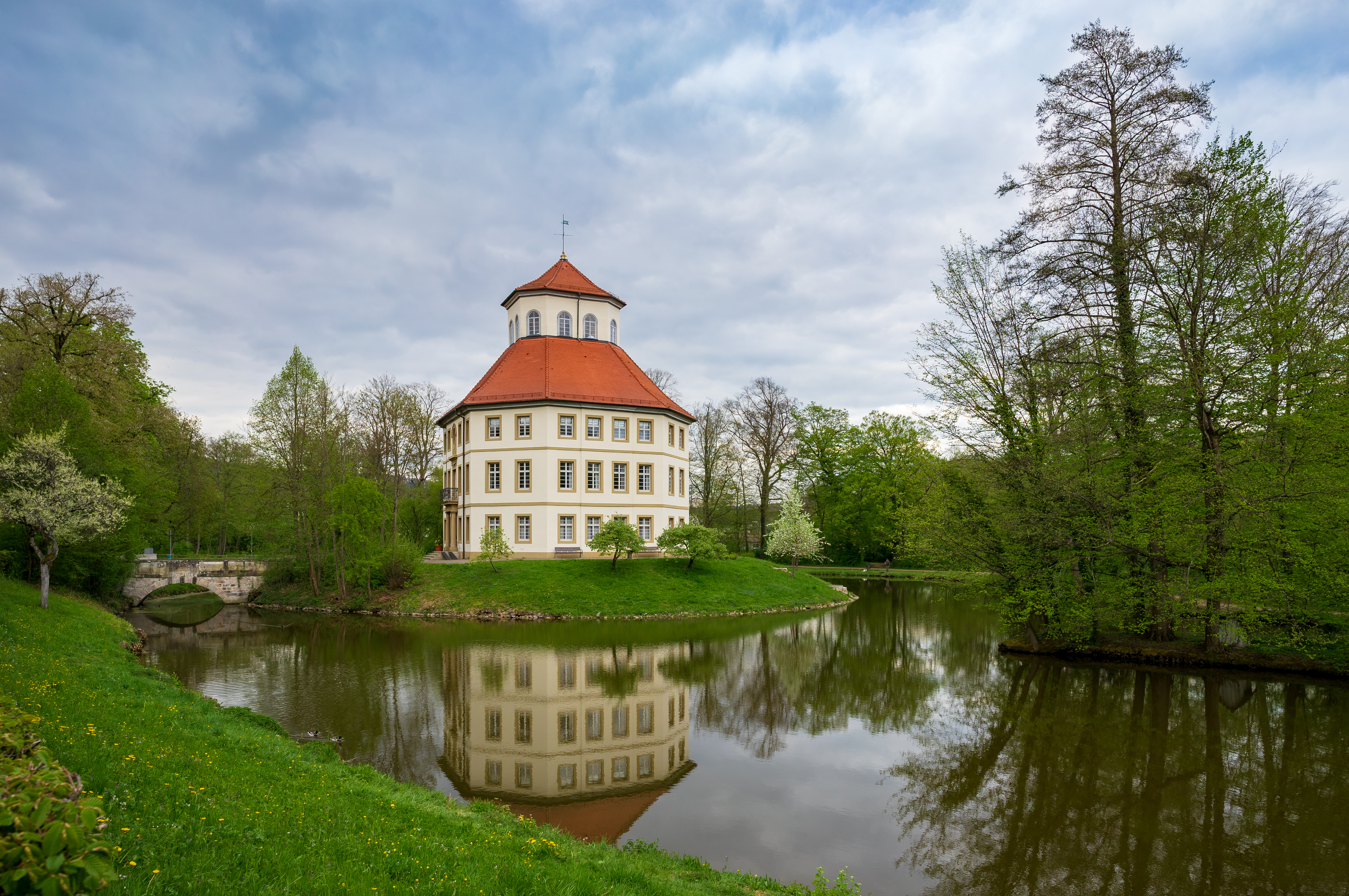
Das achteckige Rathaus auf einer Insel im Schlosspark-See ist das ehemalige Wasserschloss Oppenweiler.

- Überragt wird Oppenweiler (und das Murrtal) von der Burg Reichenberg.
- Die evangelische Jakobuskirche stammt im Wesentlichen aus den 1510er Jahren.
- Auf einer künstlichen Insel im Schlosspark-See wurde 1782 von den Freiherren von Sturmfeder das achteckige Wasserschloss Oppenweiler erbaut. Das Gebäude wurde im Zuge der Gemeindefusion 1939 samt dem Schlossgarten erworben und dient seither als Rathaus.

### Parks
Der Schlossgarten wurde vom selben Gartengestalter geplant wie der Englische Garten in München, dem Schwetzinger Hofgärtner Friedrich Ludwig Sckell.

### Naturdenkmäler
Die Friedenslinde am südlichen Ortseingang erinnert samt einem Gedenkstein an den Frankreichfeldzug von 1870/71. Ein weiteres Denkmal war „Buch-Eich“, zwei zusammengewachsene Bäume an der Hohen Straße, die vor Jahrzehnten durch einen Blitzeinschlag gefällt und anschließend durch angepflanzte Bäume ersetzt wurden.

### Baumdenkmal
Das Baumdenkmal für die Deutsche Einheit in der Spitzenklinge in Oppenweiler-Aichelbach, östlich vom Spielplatz wurde am 25. April 2014, dem Tag des Baumes, gepflanzt.

### Sport
Der TV Oppenweiler konzentriert sich auf Handball und Turnen. Auf die Einrichtung einer Fußballabteilung wurde verzichtet, der Sportplatz in der Ortsmitte nur für Feldhandball genutzt. Zur Ergänzung wurde in den 1970er Jahren die SG Oppenweiler-Strümpfelbach gegründet, die seit den 1980er Jahren auch Tennis anbietet. Der Verein nutzt die in den 1970er Jahren eingerichteten Sportstätten im Rohrbachtal, die TVO-Handballer sind in der 1985 durch einen Neubau ersetzten Gemeindehalle aktiv. Heute firmieren die Handballer als Handballclub Oppenweiler-Backnang und spielen in der 2. Handball-Bundesliga (Herren 1).
Das Mineralfreibad Oppenweiler ist idyllisch im Rohrbachtal gelegen, mit Blick zur Burg Reichenberg. Es wurde ursprünglich in den 1950er Jahren mit Hilfe von Pionieren der US-Armee angelegt, um die vorhandenen Mineralquellen zu nutzen. In den 1980er Jahren wurde das Bad modernisiert. Es bietet mehrere Schwimmbecken und Freizeiteinrichtungen wie zum Beispiel einen Beachvolleyballplatz und eine Minigolfanlage. Das Anfang des 20. Jahrhunderts an der Murr errichtete Badehaus musste noch vor dem Ersten Weltkrieg aufgrund der Wasserverschmutzung durch eine Murrhardter Gerberei geschlossen werden.

### Regelmäßige Veranstaltungen
Im Schlosshof beim Rathaus befindet sich ein alter Gewölbekeller. In diesem sogenannten Rentamtskeller finden jährlich zahlreiche Veranstaltungen wie Kabarett, Comedy-Shows oder Solo-Konzerte statt. Zudem veranstalten Vereine diverse Feste. Seit einigen Jahren kann die Burg an einigen Sonntagen im Sommer besichtigt werden.

## Wirtschaft und Infrastruktur

### Verkehr
Die Verkehrsanbindung von Oppenweiler sind geprägt durch die Lage des Ortes im unterhalb von Reichenberg relativ engen Murrtal, das die Hauptverkehrsrichtungen vorgibt. Parallel zum Fluss verläuft sowohl die Eisenbahnlinie als auch die Bundesstraße 14 sowie die Kreisstraße 1897 nach Backnang-Steinbach, die am südlichen Ortsende von der B 14 abzweigt. Bei Bernhalden, einer zur Gemeinde Oppenweiler gehörenden Mühle die abgelegen von den anderen Ortsteilen im Lautertal liegt, mündet die Landesstraße 1117 in die Landesstraße 1066.
Die nächstgelegenen Flughäfen befinden sich in Stuttgart (etwa 45 km) und Frankfurt (etwa 160 km). Außerdem fahren verschiedene Buslinien des VVS durch Oppenweiler nach Mainhardt, Neuhütten, Murrhardt, Gaildorf und Backnang.
Der Stromberg-Murrtal-Weg führt durch den Ort, auch der Limes-Mühlenwanderweg und die Weinorte des Rems- und Bottwartales sind rasch erreichbar.

#### B 14
Die Bundesstraße 14 (Stockach–Waidhaus) führt direkt durch den Ortskern. Durch das hohe Verkehrsaufkommen von ca. 20.000 Fahrzeugen am Tag, dokumentiert a.u. durch die permanente Zählstelle bei Strümpfelbach, werden die dort verblieben Anlieger stark belastet. Die einstige Trasse der Commerzialstraße über den Staigacker und durch den Unteren Reichenberg wurde durch einen Ausbau 1846–1848 durch die heutige Linienführung abgelöst: am Schloss Katharinenhof vorbei sowie vom Ortskern geradeaus Richtung Rüflensmühle. Seit 1932 wird der Bau einer Umgehungsstraße diskutiert, jedoch wurde 1938 kurzerhand die Verbreiterung der engen Ortsdurchfahrt angeordnet. Dem Ausbau zur Reichsstraße 14 mussten zehn Häuser weichen, die Ersatzgebäude wurden um mehrere Meter nach hinten versetzt errichtet. Die weiterhin enge S-Kurve in der Ortsmitte beim Gasthaus „Einhorn“ wurde Ende der 1960er zugunsten von beidseitigen Gehwegen verbreitert, wobei die alte katholische Kirche abgerissen wurde; die neue Kirche St. Stephanus wurde am Rand des Neubaugebietes angesiedelt. Ein in den 1980er Jahren errichtetes Bankgebäude ragt aufgrund eines Planfehlers weiter in die Straße hinein als es die Kirche dort tat. Die letzte Engstelle stellte das Gasthaus „Löwen“ an der Hauptstraße dar, welches Ende 1999 abbrannte und nach einigen Jahren abgerissen wurde. Umbaumaßnahmen beschränkten sich auf die Ersetzung der Ampel an der Bushaltestelle Kreissparkasse 1993 durch eine Fußgängerunterführung sowie das Anlegen von Linksabbiegerspuren in den Unteren Reichenberg und in die Bahnhofstraße. Vom Unteren Staigacker bis zum Unteren Reichenberg sind derzeit sechs Lichtzeichenanlagen in Betrieb. Im Jahre 2020 trat ein Lärmschutzplan in Kraft. Dabei wurden Schächte durch moderne Varianten ausgetauscht und Tempo 30 vorgeschrieben.

##### Umfahrung von Oppenweiler in Verbindung mit Hochwasserrückhaltebecken
Mitte der 1980er Jahre wurden Trassenvarianten für eine B14-Umgehungsstraße erörtert; die Ansicht einer Brücken-Variante E 86 mit verbessertem Schallschutz über das Rohrbachtal im Westen wurde schwarz ausgemalt, die favorisierte Bündelungstrasse G 87 in Form einer Verlegung der Ortsdurchfahrt an die Bahnlinie im Osten dagegen durch idyllische Skizzierung geschönt. Zu einer Umsetzung kam es, nicht zuletzt bedingt durch die Verkehrsprojekte Deutsche Einheit sowie Regierungswechsel in Berlin, bisher nicht, während im größeren Teil des Bundestagswahlkreises Backnang – Schwäbisch Gmünd an der Bundesstraße 29 u. a. Gmünd 2013 den Einhorn-Tunnel und Mögglingen 2019 eine vierspurige Umfahrung bekam.
Die Umfahrung von Oppenweiler wurde im Bundesverkehrswegeplan 2003 unter „Vordringlicher Bedarf – Neue Vorhaben“ als lfd. Nr. 82 mit Kosten von 23,2 Mio. € für 2,6 km (zweispurig ohne Randstreifen) verzeichnet. Im Rahmen der Amtseinsetzung von Bürgermeister Jäger hatte Landrat Fuchs den Fortgang des Planfeststellungsverfahrens für September 2010 angekündigt. Das Nordende der Umfahrung soll auf dem Damm des vom Wasserverband Murrtal seit 2008 geplanten Hochwasserrückhaltebeckens zwischen der Rüflensmühle und Reichenbach verlaufen. Von der Verknüpfung beider Vorhaben versprach man sich Einsparungen sowie eine schnellere Realisierung der Ortsumfahrung. Bei der 900-Jahr-Feier 2014 stellte Landesverkehrsminister Winfried Hermann erneut ein B14-Planverfahren in Aussicht.
Nach Vergabe der Ingenieurleistungen für den Bau des rund 20 Millionen Euro teuren Hochwasserrückhaltebecken Oppenweiler im Jahr 2018 sollte es „bis spätestens Ende 2022 fertiggestellt sein“. Das laut Planung rd. 27 m breite und rd. 60 m lange Durchlassbauwerk zwischen Rüflensmühle und Reichenbach wurde 2024 im Rohbau errichtet.
Das Projektinformationssystem (PRINS) zum Bundesverkehrswegeplan 2030 führt die OU Oppenweiler als Projektdossier B14-G30-BW weiterhin unter Vordringlicher Bedarf, die Länge wird aber nun mit 2,8 km angegeben. Die OD Oppenweiler im Zuge der B 14 weist mit ca. 22.000 Kfz/24 h (Analyse 2006) eine hohe Verkehrsbelastung auf, als Künftige mittlere Verkehrsbelastung im Planfall 2030 sind aber nur 17.000 Kfz/24h vorgesehen. Die Gesamtprojektkosten mit 43,5 Mio. € wurden nahezu verdoppelt.

#### Eisenbahn

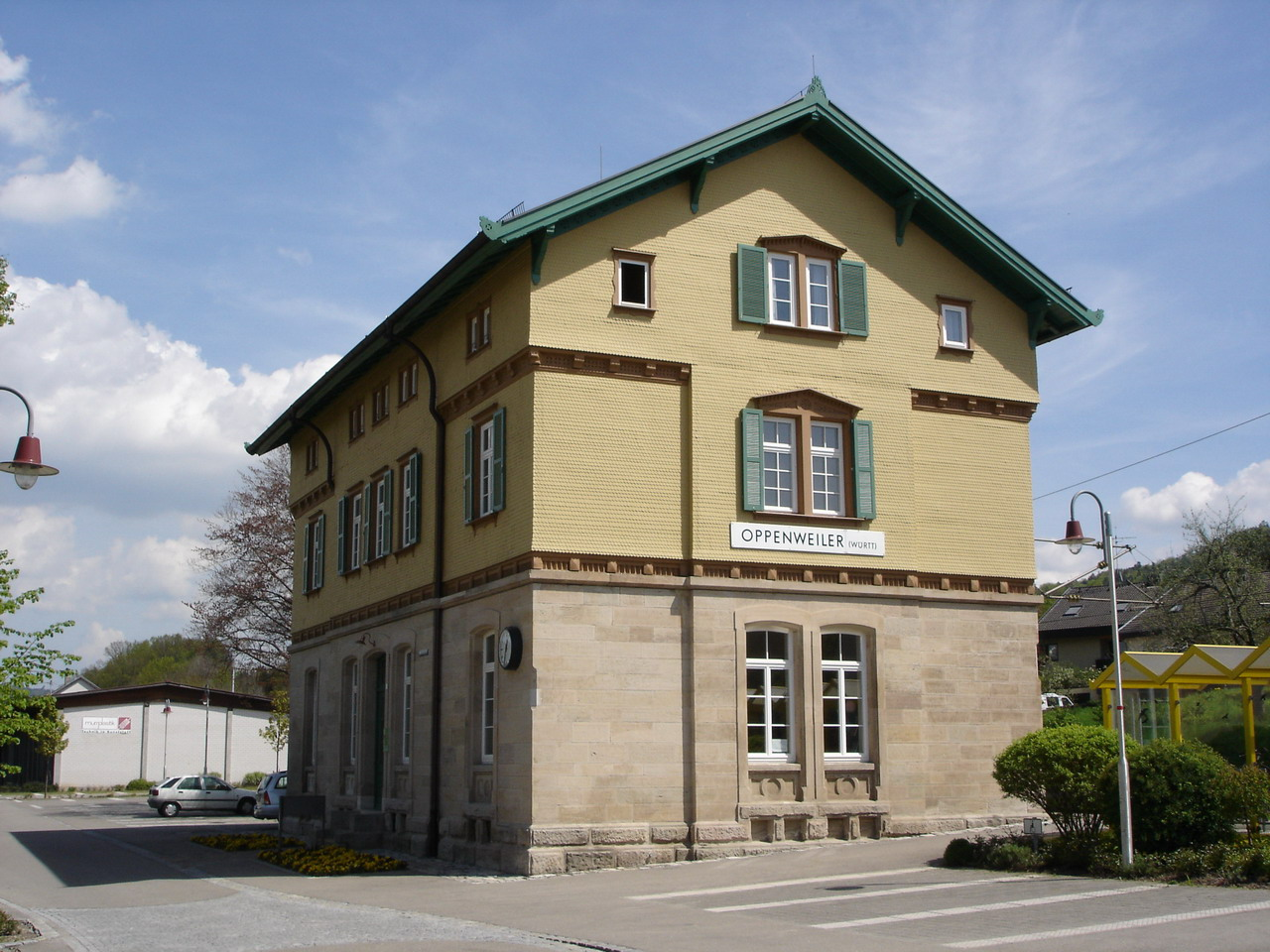
Ehemaliger Bahnhof Oppenweiler (Württ)

Auf der am 11. April 1878 eröffneten und Mitte der 1990er Jahre elektrifizierten einspurigen Bahnstrecke Waiblingen–Schwäbisch Hall-Hessental verkehren RegionalExpress-Züge der Linie Stuttgart–Nürnberg. In Backnang, das mit dem Zug sechs Minuten entfernt ist, besteht Anschluss an zwei Linien der S-Bahn Stuttgart. Das Bahnhofsgebäude wurde nach der Stilllegung von der Gemeinde Oppenweiler erworben und renoviert. Es beherbergt weiterhin Wohnräume im Obergeschoss. In der ehemaligen Schalterhalle befindet sich seither eine öffentliche Bücherei, die von der Katholischen Kirchengemeinde betrieben wird.
Aufgrund der ab 1938 geltenden Bezeichnung der zusammengelegten Gemeinden als Reichenberg wurde der Bahnhof zunächst Reichenberg und zur Unterscheidung von gleichnamigen Bahnhöfen bei Würzburg und im Ende 1938 angeschlossenen Sudetenland dann mit Zusatz Reichenberg (Württ) genannt, woraus bei der Rückbenennung in Oppenweiler das ab 1942 gültige Oppenweiler (Württ) wurde. Obwohl es keine weiteren Orte oder Bahnhöfe namens Oppenweiler gibt, wird dieser Zusatz weiterhin beibehalten.

#### Radverkehr
Durch eine Alltagsroute aus dem Radnetz Baden-Württemberg ist Oppenweiler mit Backnang und in der anderen Richtung über Sulzbach an der Murr und Murrhardt mit Gaildorf verbunden. 
Durch Oppenweiler führt der Stromberg-Murrtal-Radweg, der als Fernradweg von Karlsruhe nach Gaildorf führt und damit den Rheinradweg mit dem Kocher-Jagst-Radweg verbindet.

### Ansässige Unternehmen
- ContiTech Kühner GmbH & Cie. KG, Hersteller von Kältemittelleitungen für die Fahrzeugindustrie (Schließung bis Ende März 2022 vorgesehen)
- Matrix Vision GmbH, Hersteller von digitalen Bildverarbeitungsgeräten
- MBO Postpress Solutions GmbH (ehm. MBO Maschinenbau Binder GmbH & Co. KG), Falztechnologie
- Murrplastik Produktionstechnik und Systemtechnik GmbH, unter anderem Kunststofffertigung für den Maschinen- und Anlagenbau
- Murrelektronik GmbH, Hersteller von Elektronik für die industrielle Automatisierung

### Bildung
Die Gemeinde betreibt mit der Murrtalschule eine Grundschule nahe der B 14. Zusätzlich unterstützt die Gemeinde Oppenweiler die Realschule in Sulzbach sowie berufliche und allgemeine Gymnasien in Backnang. Für die jüngsten Einwohner bestehen zwei gemeindliche und ein evangelischer Kindergarten.

### Gesundheit
Die Allgemeine Hospitalgesellschaft betreibt in Oppenweiler die AHG-Klinik Wilhelmsheim für die Behandlung von Suchtkranken.

## Sagen und Legenden
Am Schiffrainberg soll der Geist von dem so genannten Buchhansele umgehen. Im Gewann Schafhau soll ein Unhold, der Geist eines Schäfers, herumspuken und pfeifen. Es gibt auch Sagen von einem unterirdischen Gang, der Burg Reichenberg mit Schloss Ebersberg verbunden haben soll.

## Persönlichkeiten

### Ehrenbürger
- Bernd Brischke, Bürgermeister von 1978 bis 2010. Ihm wurde im Januar 2014 im Rahmen der 900-Jahr-Feierlichkeiten der Gemeinde die Ehrenbürgerwürde verliehen.

### Söhne und Töchter der Gemeinde
- Albert Niethammer (1833–1908), Papierfabrikant (Kübler & Niethammer) und nationalliberaler Politiker, MdR, MdL (Königreich Sachsen)
- Walter Bertsch (1900–1952), Politiker (NSDAP), Wirtschaftsminister im Reichsprotektorat Böhmen und Mähren.
- Wilfried Klenk (* 1959), Politiker (CDU), 2015–2016 Präsident des Landtags von Baden-Württemberg. Seit April 2018 politischer Staatssekretär im Innenministerium des Landes Baden-Württemberg.

- Bernhard Bühler (* 1968), Bürgermeister seit 2018 und seit 2019 Kreisrat im Kreistag des Rems-Murr-Kreis für die Freien Wähler.

### Mit der Gemeinde verbundene Personen
- Karl von Schiller (1793–1857), Sohn Friedrich von Schillers, wirkte als Forstbeamter in Oppenweiler-Reichenberg.
- Ulrich Ammon (1943–2019), germanistischer Linguist mit dem Schwerpunkt Soziolinguistik, verbrachte seine Jugend in Oppenweiler.
- Berthold Maria Schenk Graf von Stauffenberg (* 1934), Generalmajor a. D., Sohn des Hitler-Attentäters Claus Schenk Graf von Stauffenberg, wohnt als Ehemann von Mechthild geb. Gräfin von Bentzel-Sturmfeder-Horneck seit 1964 in Oppenweiler.[28]